# Habenaria argentea
Habenaria argentea är en orkidéart som beskrevs av Phillip James Cribb. Habenaria argentea ingår i släktet Habenaria och familjen orkidéer.
Artens utbredningsområde är Zambia. Inga underarter finns listade i Catalogue of Life.